# Monte Velino
De Monte Velino is een berg in de Italiaanse Apennijnen. Hij ligt in het oosten van de regio Abruzzo (provincie L'Aquila) niet ver van de grens met Lazio.
De berg maakt deel uit van de bergketen Velino-Sirente, waarvan hij de hoogste top is (2486 m). Dit gebergte heeft sinds 1989 de status van regionaal natuurpark.
De Monte Velino ligt geïsoleerd in het westen van het massief en wordt gekenmerkt door ravijnen en puinkegels. In het karstgebergte zijn ook een groot aantal dolines en grotten aanwezig waaronder de Grotta dei pastori en Grotta di S.Benedetto. De berg is het gemakkelijkst te bereiken vanuit Santa Maria in Valle Porclaneta (1022 m) op de zuidflank. De berg is zichtbaar vanuit Rome (80 kilometer) bij goed zicht.
De fauna is gelijk aan die van andere bergen in de Centrale Apennijnen. In het gebied komen onder andere de wolf en zwijnen voor; de beer is hier inmiddels verdwenen.